# Snopove (Maciuhî), Poltava
Snopove (în ucraineană Снопове) este un sat în comuna Maciuhî din raionul Poltava, regiunea Poltava, Ucraina.

## Demografie
Componența lingvistică a localității Snopove
     Ucraineană (98,75%)
     Rusă (1,25%)
Conform recensământului din 2001, majoritatea populației localității Snopove era vorbitoare de ucraineană (98,75%), existând în minoritate și vorbitori de rusă (1,25%).